# Reforma política-electoral de México de 2014
La reforma política-electoral de 2014 o reforma electoral de 2014, también llamada reforma electoral de Peña Nieto por el presidente que la propuso, era una reforma constitucional mexicana que se publicó el 10 de febrero de 2014 en el Diario Oficial de la Federación y entró en vigor al día siguiente.
Con esta reforma, el Instituto Federal Electoral y la Procuraduría General de la República se extinguieron para conformarse como el Instituto Nacional Electoral y la Fiscalía General de la República; se permitió la reelección inmediata en senadores, diputados federales y locales, presidentes municipales, síndicos y regidores; cambió la fecha de toma de posesión del presidente de México del 1 de diciembre al 1 de octubre; y se instituyó la ratificación de los secretarios de Relaciones Exteriores y de Hacienda y Crédito Público.
Formó parte de las once reformas constitucionales que se suscitaron en marco del acuerdo de Pacto por México en el gobierno de Enrique Peña Nieto: educativa (2013), Nueva Ley de Amparo (2013), en competencia económica (2013), en telecomunicaciones (2013), Código de Procedimientos Penales (2013), energética (2013), financiera (2014), en transparencia (2014), política-electoral (2014), laboral (2014) y hacendaria (2014).

## Antecedentes

La conformación de la Cámara de Diputados en la LI Legislatura fue la primera que integró los diputados plurinominales.

Durante el gobierno de José López Portillo se presentó la reforma política-electoral de 1977 que se concretó con la publicación de la Ley Federal de Organizaciones y Procesos Electorales. Permitió la legalización de partidos políticos que vivían en la clandestinidad (como el Partido Comunista Mexicano). Estipuló un registro mínimo para mantener su registro en 1.5 %. Aumentó el número de escaños en la Cámara de Diputados al pasar de doscientos treinta y siete a trescientos distritos electorales y al introducir el principio de representación proporcional con cien diputados plurinominales. Las primeras elecciones realizadas bajo el nuevo régimen fue en las elecciones federales de 1979.
En el gobierno de Miguel de la Madrid se decretó la reforma política-electoral de 1986 que modificaba el número de diputados plurinominales de cien a doscientos, por lo que la Cámara de Diputados pasó de tener cuatrocientos a quinientos miembros. Además limitó el número de escaños que un partido político pudiera tener en la cámara, a trescientos cincuenta, sin importar el número de votos obtenidos. Las elecciones federales de 1988 fueron las primeras que se efectuaron con dicho sistema.
En el gobierno de Carlos Salinas de Gortari se concretó la reforma política-electoral de 1990, que publicó el Código Federal de Instituciones y Procedimientos, en la que eliminó la Comisión Federal Electoral y creó el Instituto Federal Electoral (IFE), un órgano constitucional cuyo presidente sería el secretario de Gobernación y tendría seis consejeros magistrados propuestos por el presidente de la República y aprobados por la Cámara de Diputados. Las elecciones federales de 1991 fueron las primeras que se hicieron bajo supervisión del IFE.
En el gobierno de Ernesto Zedillo se publicó la reforma política-electoral de 1996, en la que convirtió al IFE como un órgano constitucional autónomo y que no tuviera ninguna relación con el poder ejecutivo federal. Las elecciones federales de 2000 —donde se vivió la primera transición del partido político del presidente por primera vez desde 1930— fueron las primeras organizadas por el IFE como un órgano autónomo.

## Contexto

### Reformas constitucionales
De acuerdo al artículo 135 de la Constitución Política de los Estados Unidos Mexicanos, para reformar dicha carta magna es necesario:
- La aprobación de dos terceras partes de los individuos presentes del Congreso de la Unión (ya sea en la Cámara de Senadores y en Cámara de Diputados, en su papel como cámara de origen y cámara revisora; o en su defecto, la comisión permanente).
- La aprobación de la mayoría de los congresos locales (cabe destacar que no fue sino hasta la reforma política de la Ciudad de México de 2016 cuando se otorgó a la Ciudad de México el derecho de aprobar reformas constitucionales, como cualquier otro estado).

### Pacto por México

Logotipo del Pacto por México.

Como parte de los «Acuerdos para la Gobernabilidad Democrática» adquiridos por el Pacto por México, el Partido Revolucionario Institucional, el Partido Acción Nacional y el Partido de la Revolución Democrática —que juntos sumaban la mayoría calificada en la LXIII Legislatura del Congreso de la Unión— adquirieron noventa y cinco compromisos, de los cuales cinco compromisos formarían parte de los que futuramente se plasmaron en la reforma política-electoral.

La tecnología electoral actual no requiere de lapsos tan largos entre la fecha de la jornada electoral y la toma de posición del gobierno electo. Para facilitar el proceso de transición y reducir el periodo de convivencia de un gobierno saliente y uno entrante, se impulsará una reforma constitucional para adelantar la fecha de toma de posesión del Presidente de la República, con un transitorio que lo programe para 2024.
Compromiso 88

Se aprobará una Ley General de Partidos para dar un marco jurídico estable y claro a la actuación de los mismos tanto en tiempos electorales como en tiempos no electorales.
Compromiso 89

Se impulsará una Reforma Electoral que atienda los siguientes temas:
- Reducción y mayor transparencia del gasto de los partidos.
- Disminución en el monto de los topes de campaña.
- (Incorporación a las causales de nulidad de una elección lo siguiente: 1) el rebase de los topes de campaña; 2) la utilización de recursos al margen de las normas que establezca el órgano electoral; y 3) la compra de cobertura informativa en cualquiera de sus modalidades periodísticas, con la correspondiente sanción al medio de que se trate)
- Revisión de los tiempos oficiales de radio y televisión para impulsar una cultura de debate político y una racionalización del uso de los anuncios publicitarios.
- Prohibir el uso y la entrega de utilitarios de promoción electoral, tales como materiales plásticos, materiales textiles, despensas y materiales de construcción.
- Fortalecer la legislación para evitar el uso de esquemas financieros y/o recursos de origen ilícito con el propósito de inducir y coaccionar el voto.
- Crear una autoridad electoral de carácter nacional y una legislación única, que se encargue tanto de las elecciones federales, como de las estatales y municipales.

Compromiso 90

Para poder instrumentar plenamente la nueva reforma política, se aprobarán las siguientes leyes:
- Ley reglamentaria de candidaturas independientes.
- Ley reglamentaria de iniciativa ciudadana.
- Ley reglamentaria de iniciativa preferente.
- Ley reglamentaria de la consulta popular.

Compromiso 93

Se revisará la reelección de legisladores.
Compromiso 94

## Proceso legislativo
| Voto       | Miembros presentes |
| ---------- | ------------------ |
| A favor    | 409                |
| En contra  | 69                 |
| Abstención | 3                  |
| Total      | 481                |

| Voto       | Miembros presentes |
| ---------- | ------------------ |
| A favor    | 99                 |
| En contra  | 11                 |
| Abstención | 3                  |
| Total      | 113                |

| Congreso local      | Voto       |
| ------------------- | ---------- |
| Baja California     | A favor    |
| Baja California Sur | A favor    |
| Coahuila            | A favor    |
| Colima              | A favor    |
| Durango             | A favor    |
| Guanajuato          | A favor    |
| Jalisco             | A favor    |
| Estado de México    | A favor    |
| Morelos             | A favor    |
| Nayarit             | A favor    |
| Nuevo León          | A favor    |
| Puebla              | A favor    |
| Querétaro           | A favor    |
| San Luis Potosí     | A favor    |
| Sinaloa             | A favor    |
| Tamaulipas          | A favor    |
| Tlaxcala            | A favor    |
| Zacatecas           | A favor    |
| Total               | 18 a favor |

## Contenido

### Creación del Instituto Nacional Electoral

Logotipo del Instituto Nacional Electoral.

Se eliminó el Instituto Federal Electoral (IFE) como máxima autoridad electoral y se creó el Instituto Nacional Electoral (INE). El cambio significó que el Instituto pasó a tener competencia en las elecciones locales, además de las elecciones federales, con el objetivo de homologar y estandarizar las elecciones en el país a través de procedimientos y organismos electorales muy similares entre sí. Al INE se le facultó para nombrar y, en dado caso, remover a los consejeros electorales de los Organismos Públicos Locales Electorales (OPLE) a través del voto de por lo menos ocho de los once consejeros que conforman el Consejo General del INE, y se homologó los consejos generales de los OPLE a un número de siete miembros para un periodo de siete años sin posibilidad de reelección. También se facultó al INE para organizar elecciones locales en situaciones extremas, tales como la injerencia demostrada del gobierno de una entidad federativa en una entidad. Adicionalmente, se creó el Sistema Nacional de Fiscalización en la que al INE le otorgaron facultades en materia presupuestal de las elecciones federales y locales.

### Creación de la Fiscalía General de la República

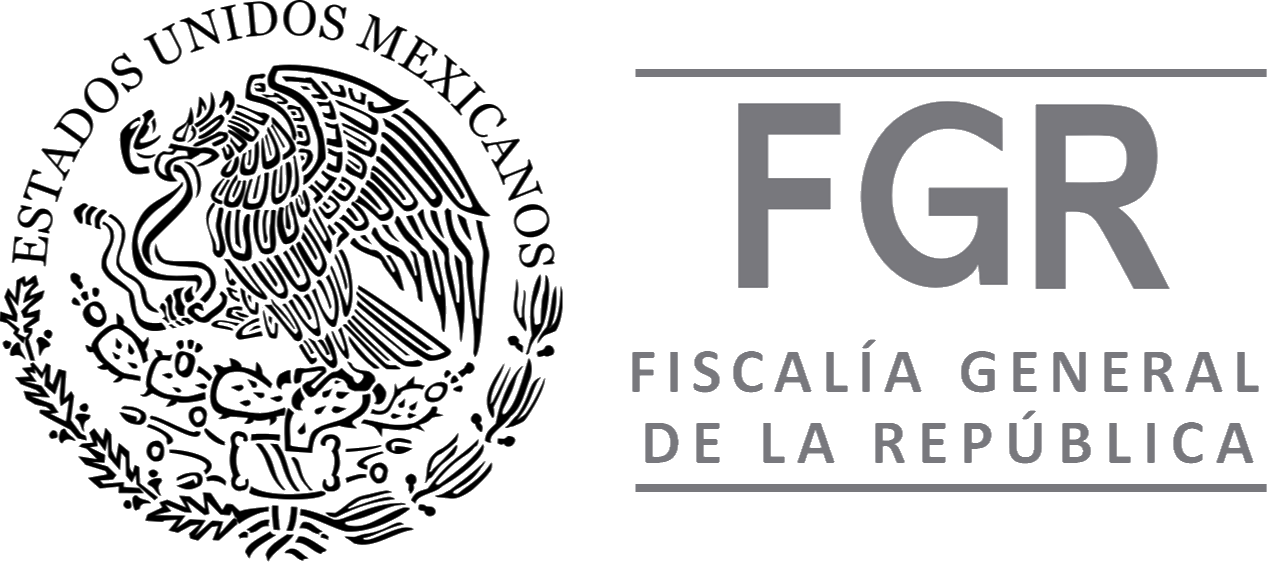
Logotipo de Fiscalía General de la República.

Se eliminó a la Procuraduría General de la República como cabeza del Ministerio Público de la Federal y se creó la Fiscalía General de la República (FGR). Se constituye como otro órgano constitucional autónomo, ajeno a los Poderes de la Unión —y concretamente, del presidente de la República—, gozando de una autonomía constitucional, personalidad jurídica y patrimonio propios. Se crearon dos fiscalías especializadas nuevas: en combate a la corrupción y en delitos electorales.
Su nuevo titular, el fiscal general de la República, se nombra por dos terceras partes de la Cámara de Senadores, a través de una terna con tres posibles candidatos propuestos por el presidente de la República, y para desempeñar un periodo de nueve años, no reelegibles en ningún caso. Su entrada en vigor se dio el 20 de diciembre de 2018.

### Legalización de las candidaturas independientes
Se legalizó la figura de las candidaturas independientes en luego de que estas habían sido prohibidas en 1946. Se configuró que para poder postularse fuera necesario el apoyo con firmas de por lo menos el 2 % de la lista nominal de electores de la entidad federativa para el cargo de senador o del distrito electoral para el cargo de diputado federal, así como el 1 % de la lista nominal de electorales nacional para el cargo de presidente de la República.

### Reelección inmediata de cargos de elección popular
Se legalizó, a partir de las elecciones federales de 2018, la reelección inmediata (anteriormente prohibida) de los miembros del Congreso de la Unión (hasta un periodo más para los senadores y hasta tres periodos más para diputados federales, ambos pudiendo sumar hasta doce años en total) y de los ayuntamientos —presidentes municipales, síndicos y regidores—, siempre y cuando se postulen por el mismo partido político o por alguno de los que hayan integrado la coalición electoral. En el caso de la reelección de los ayuntamientos, están condicionados a que los periodos en sus estados no sean mayor a tres años, y al número de que marquen las constituciones locales, como máximo doce años.

### Umbral para mantener registro como partido político
Se cambió el porcentaje mínimo obligatorio que deba tener un partido político en la elección inmediata anterior a 3 %. Anteriormente este mínimo obligatorio era de un 2.5 %.[cita requerida]

### Fecha de la toma de posesión del presidente de la República
Antes de la reforma política-electoral las elecciones federales se realizaban el primer domingo de julio y la toma de posesión del presidente de la República era el 1 de diciembre del año de la elección; además de que las leyes de egresos e ingresos de la Federación (comúnmente llamadas presupuesto federal anual), con vigencia del 1 de enero al 31 de diciembre del año en curso, provocaba que el presidente tuviera que enviar las propuestas de ambas leyes y que el congreso las aprobara, todo en un plazo de un mes.
Después de la reforma la fecha de la realización de las elecciones federales cambió al primer domingo de junio y cambió la toma de posesión al 1 de octubre. Eso desencadenó que se redujera el tiempo de transición entre el gobierno entrante y saliente, lo que significó una reducción del mandato presidencial de seis años a cinco años con diez meses al presidente electo en las elecciones federales de 2018, Andrés Manuel López Obrador. Asimismo, estipuló un máximo de tiempo al 15 de noviembre para que el presidente enviara su propuesta de las leyes de egresos e ingresos, lo que permite al congreso un plazo de mes y medio para analizarla con detenimiento.

## Críticas
El periodista José Olguín calificó el proceso para validar una candidatura independiente pues dijo que era mucho más difícil que crear un nuevo partido político. Se basa en que para crear un nuevo partido político se tiene un año para recabar firmas equivalentes al 0.26% del padrón electoral, mientras que los ciudadanos que quieran postularse para presidente requieren el 1% en un plazo de cuatro meses y para senador o diputado federal el 2% en un plazo de tres y dos meses, respectivamente.
Animal Político señaló los aspectos positivos y negativos de la reforma en el aspecto político. Entre los aspectos positivos que destacó como positivos está que la autonomía de la PGR permita despolitizar la procuración de justicia en México, en el caso de que se nombre a un buen fiscal general; la reelección de los legisladores y miembros de los ayuntamientos puede permitir que se promueva la especialización y profesionalización de los titulares del cargo. Entre los negativos señaló que el hecho de que el congreso general tenga que aprobar la Estrategia de Seguridad Pública y el Plan Nacional de Desarrollo podría ralentizar su aplicación.
También señaló Animal Político aspectos positivos y negativos en materia electoral. Entre los positivos consideró que la homologación de los consejos generales de los OPLES puede significar una forma para fortalecerlos; el hecho de que el Tribunal Electoral del Poder Judicial de la Federación sea quien fallé las resoluciones de las impugnaciones limita el papel del INE a solo investigar. Entre los negativos está: la cantidad excesiva de nuevas atribuciones del INE puede saturar su trabajo y hacerlo ineficiente; la facultad del INE de nombrar y remover a los consejeros locales de los OPLE hace que su designación se produzca dentro del INE y ya no en los sistemas estatales, lo que podría politizar la institución; el hecho de que el INE puede suplantar a las autoridades locales para la realización de una elección en el caso de injerencia del gobierno del estado podría provocar que las fuerzas políticas de oposición del partido gobernante del estado pueda promover que exista injerencia.
Para Alfonso Guillén Vicente, profesor e investigador de la Universidad Autónoma de Baja California, calificó como una desatino la legalización de la reelección de los legisladores. Argumentó con motivos históricos que con una reforma constitucional en 1929 se propuso la reelección inmediata de los legisladores, pero en lugar de ello se diseñó para homologar el periodo presidencial (de cuatro a seis años) con los de los senadores (de cuatro a seis) y diputados federales (de dos a tres). Además, consideró que era una campaña desigual, ya que para las elecciones federales de 2021 el 90 % de los miembros de la Cámara de Diputados buscaron la reelección.

## Consecuencias
La legalización de las candidaturas independientes en México provocara que, al año siguiente de su entrada en vigor, Manuel Clouthier Carrillo se convirtiera en el primer diputado federal independiente y Jaime Rodríguez Calderón se convirtiera en el primer gobernador independiente.